# Ткаченко Надія Володимирівна
Наді́я Володи́мирівна Ткаче́нко (*19 вересня 1948, Кременчук, Українська РСР) — українська легкоатлетка, п'ятиборка, олімпійська чемпіонка. Тренувалася в ДСТ «Авангард» в Донецькій області.
Олімпійську золоту медаль Надія Ткаченко виграла на московській Олімпіаді. Крім олімпійського успіху Надія Ткаченко вигравала чемпіонати Європи 1974 і 1978 років.

## Виступи на Олімпіадах
| Олімпіада     | Дисципліна   | Місце |
| ------------- | ------------ | ----- |
| Мюнхен 1972   | П'ятиборство | 9     |
| Монреаль 1976 | П'ятиборство | 5     |
| Москва 1980   | П'ятиборство | 1     |